# Taleporia gozmanyi
Taleporia gozmanyi är en fjärilsart som beskrevs av Leo Sieder 1955. Taleporia gozmanyi ingår i släktet Taleporia och familjen säckspinnare. Inga underarter finns listade i Catalogue of Life.